# White Diamonds
White Diamonds by Elizabeth Taylor è un profumo prodotto e distribuito dalla  Elizabeth Arden. Al 2011 è il profumo firmato da una celebrità più venduto di tutti i tempi.

## Storia
Il profumo è stato messo in commercio nel 1991, ed è il primo ad essere prodotto da Elizabeth Arden a portare la firma dell'attrice. Faranno seguito a White Diamonds Passion, Passion for Men, Forever Elizabeth e Gardenia. La fragranza è stata sviluppata dal profumiere Carlos Benaïm, che nel corso della sua carriera ha creato profumi come Euphoria e CK IN2U. Nel 2010 le vendite di White Diamonds, sommate a quelle degli altri profumi firmati da Elizabeth Taylor hanno fatto fruttare sessantanove milioni di dollari.

## Filosofia
La filosofia che ha ispirato il profumo è stata la passione dell'attrice Elizabeth Taylor per i diamanti, che nel corso della sua vita la portarono a collezionare alcuni dei pezzi di gioielleria più pregiati al mondo e a fondare una propria azienda, la House of Taylor Jewelry Inc.